# Найкращі роки
«Найкращі роки» — радянський художній фільм 1984 року, знятий режисером Сергієм Лінковим на Одеській кіностудії.

## Сюжет
Четверо друзів, випускники кораблебудівного інституту, які зі шкільних років мріяли будувати кораблі, приходять на суднобудівний завод. Але не всі витримують випробувань на терені рядових майстрів. І лише Саша Клименко вперто досягає заповітної мети.

## У ролях
- Володимир Шпудейко — Саша Клименко, випускник кораблебудівного інституту
- Олена Борзова — Інна
- Ніна Ургант — тітка Віка
- Василь Петренко — Валя Славінський, випускник кораблебудівного інституту
- Борис Токарєв — Юра Ратніков, випускник кораблебудівного інституту
- Валерій Войтюк — Чечотников, випускник кораблебудівного інституту
- Микола Волков — Лазаренко, працівник суднобудівного заводу
- Василь Корзун — Юрін, директор суднобудівного заводу
- Тетяна Лебедькова — Елла
- Яніна Лісовська — Зіна
- Юрій Леонідов — Сєров, професор кораблебудівного інституту
- Леонід Бакштаєв — Зубкевич
- Юрій Гамзін — Чорба, працівник суднобудівного заводу
- Юрій Гребенщиков — Яків Олександрович Кабін, працівник суднобудівного заводу
- Григорій Острін — Євген Сергійович Семиренко, працівник суднобудівного заводу
- Леонід Яновський — Стращенков, працівник суднобудівного заводу
- Юрій Соловйов — Олексій Михайлович Шарніков, працівник суднобудівного заводу
- Тетяна Лєннікова — Ганна Іванівна
- І. Бугаков — епізод
- Наталія Гущина — епізод
- Володимир Наумцев — епізод
- Ольга Пушна — епізод
- Ніна Антонова — дружина Кабіна
- Генрієтта Пташник — епізод
- Андрій Фільков — епізод
- Галина Демчук — епізод
- Тетяна Антонова — епізод
- Лідія Чащина — епізод
- Геннадій Болотов — епізод
- Валентина Каракоз — епізод
- Віталій Бєдношея — епізод
- Е. Колесникова — епізод
- Володимир Дробишевський — епізод

## Знімальна група
- Режисер — Сергій Лінков
- Сценарист — Рита Бєляковська
- Оператор — Віктор Березовський
- Композитор — Григорій Фрід
- Художник — Михайло Кац